# Astuvansalmi
Astuvansalmi è un sito archeologico in Finlandia. 
Sul sito si trovano alcune pitture rupestri su una scoscesa parete di roccia 20 km a est dalla cittadina di Ristiina, nella regione del Savo Meridionale. Queste iscrizioni risalgono probabilmente a un'epoca compresa fra 3 000 e 4 000 anni fa e sono fra i più antichi dipinti preistorici della Finlandia.